# Kościół Najświętszej Maryi Panny Matki Kościoła w Gliwicach

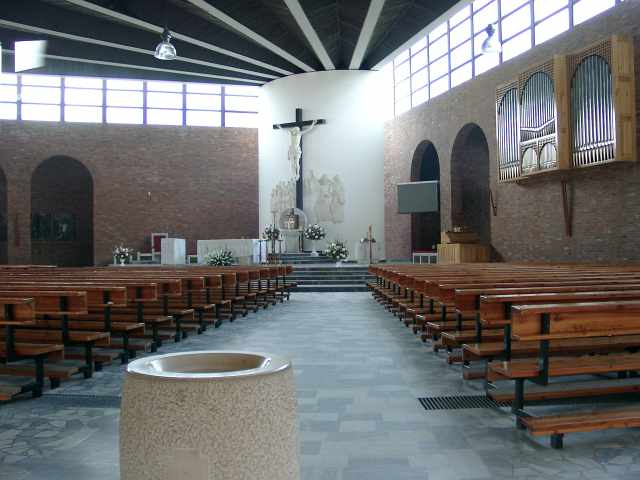
Kościół NMP Matki Kościoła w Gliwicach - Wnętrze kościoła górnego

Kościół NMP Matki Kościoła w Gliwicach – kościół parafialny w Gliwicach na osiedlu Sikornik.

## Historia
W związku z tym, iż w latach siedemdziesiątych nowo powstające osiedle Sikornik liczyło ok. 23 tysięcy mieszkańców zaistniała potrzeba budowy nowej świątyni. Starania o budowę kościoła na osiedlu Sikornik podjęto już w roku 1973. Ponowny wniosek o zezwolenie na budowę w czerwcu 1977 roku został załatwiony odmownie przez I Zastępcę Wojewody Katowickiego. Odwołania mieszkańców osiedla okazały się skuteczne, bowiem 28 czerwca 1979 roku Wojewoda Katowicki wydał decyzję zezwalającą na budowę kościoła.
26 października 1980 r. miało miejsce poświęcenie krzyża i placu pod budowę świątyni i ośrodka duszpasterskiego. Poświęcenia dokonał biskup Antoni Adamiuk. 
Budowę dwukondygnacyjnej świątyni (typu halowego) i ośrodka duszpasterskiego, na planie kwadratu o bokach 63 m., pod przewodnictwem ks. Konrada Kołodzieja - proboszcza parafii pw. św. Piotra i Pawła w Gliwicach - rozpoczęto 5 czerwca 1981 r., według projektu gliwickich architektów Mariana Polaka i Macieja Bielskiego przy współpracy konstruktorów Leona Bieguna, Mieczysława Kokiela i Jerzego Filipkowskiego.

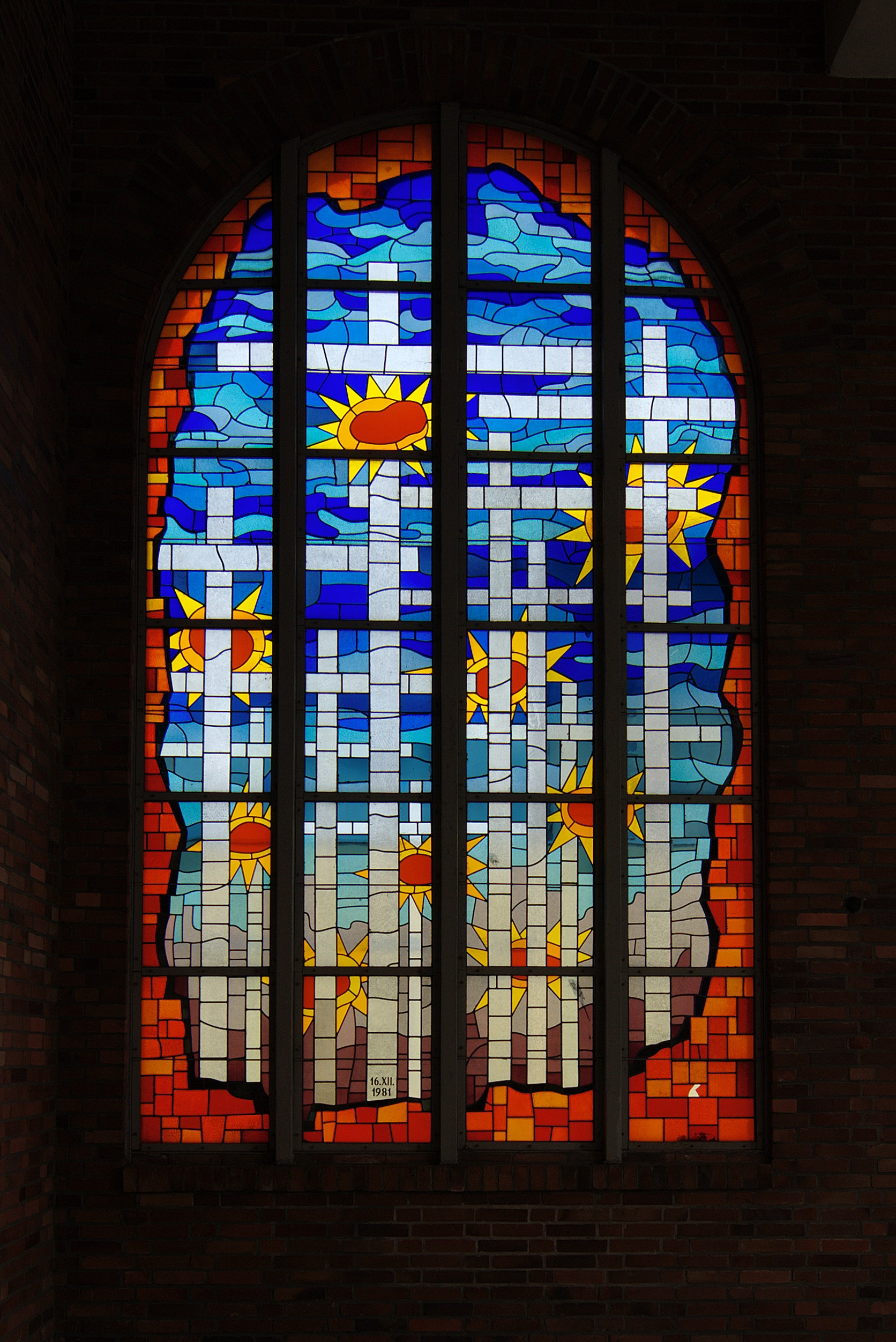
Witraż

Pierwszą Mszę świętą "pasterkę" w dolnej części świątyni sprawował biskup Jan Wieczorek w roku 1982.
Dnia 21 października roku 1984 położono kamień węgielny pod nowy kościół pw. NMP Matki Kościoła. Wmurowania kamienia, poświęconego przez papieża Jana Pawła II na Górze św. Anny 21 czerwca 1983 roku, dokonał biskup opolski Alfons Nossol.
30 września 1986 roku do użytku został oddany dom katechetyczny. 
Parafia została ustanowiona 27 sierpnia 1988 r., a jej terytorium zostało wydzielone z parafii pw. św. Piotra i Pawła. Rozpoczęło się regularne posługiwanie duszpasterskie pod przewodnictwem ks. Bernarda Mroncza.
Pierwszą "pasterkę" w górnej części świątyni celebrował w roku 1992 biskup Gerard Kusz. Wtedy też wykonano tabernakulum, ołtarz, ambonę, chrzcielnicę i sedilia. Górna część świątyni ma ok. 1550 m² powierzchni i ok. 10 m. wysokości
Autorem i wykonawcą wystroju wnętrza górnej kondygnacji świątyni jest rzeźbiarz Stanisław Słodowy. Obrazy Stacji Drogi Krzyżowej, malowane na płótnie, są autorstwa Antoniego Cygana. 
Konsekracji świątyni dokonał biskup ordynariusz Jan Wieczorek dnia 14 listopada 1993 r. W ołtarzu są umieszczone relikwie św. Konrada z Parzham. Od grudnia 1993 roku parafii i budowie świątyni przewodzi ks. Bernard Mroncz. Ławki zainstalowano w roku 1995, a w 1996 roku konfesjonały.
W dniach 29 i 30 listopada 1996 roku parafia przeżywała nawiedzenie Obrazu Matki Bożej Jasnogórskiej. Otoczenie zewnętrzne świątyni zostało ukończone w roku 1997. 
Rzeźbę Bogurodzicy, autorstwa Stanisława Słodowego, będącej wotum wdzięczności za nawiedzenie Obrazu Jasnogórskiego w parafii, poświęcono ku Jej czci w maju 1998 roku.
Wystrój ściany prezbiterium, ku czci tajemnicy macierzyństwa Maryi w Kościele, autorstwa Stanisława Słodowego zakończono w listopadzie roku jubileuszowego 2000.
Organy cyfrowe, wykonane przez holenderską firmę "Cantor", poświęcono 14 czerwca 2001 roku.
Wystrój wnętrza dolnej kondygnacji świątyni od maja 2002 roku jest w trakcie realizacji. Projektantem wystroju tej części kościoła jest architekt Jerzy Witeczek. Powierzchnia dolnej części wynosi ok. 850 m².
Dolna część kościoła została ukończona w listopadzie 2008 roku. 16 listopada 2008 roku w czasie mszy św. o godz. 9.30 biskup gliwicki Gerard Kusz dokonał poświęcenia dolnego kościoła. Była to zarazem msza dziękczynna z okazji 15 rocznicy konsekracji górnego kościoła. Od rozpoczęcia się okresu Adwentu, msze św. tygodniowe będą sprawowane w dolnym kościele, zaś niedzielne i świąteczne - w górnym. Jest to spowodowane głównie malejącą liczbą wiernych w parafii, ale też oszczędnością - kościół górny jest większy i wyższy od dolnego, więc zimą więcej kosztuje jego ogrzewanie.
W 2018 roku ukończono budowę i wyposażanie świątyni. 